# Дискография Нэнси Синатры
Данная статья содержит полную дискографию американской поп-певицы и актрисы Нэнси Синатры.

## Альбомы

### Основные альбомы
| Год                                                                                             | Название | Позиции в чартах | Позиции в чартах | Сертификации (порог продаж) |
| Год                                                                                             | Название | США              | Великобритания   | Сертификации (порог продаж) |
| ----------------------------------------------------------------------------------------------- | --- | ---------------- | ---------------- | --------------------------- |
| 1966                                                                                            | Boots - Выпущен: 1966 - Лейбл: Reprise Records                                                                                         | 5                | 12               | - США: Золото               |
| 1966                                                                                            | How Does That Grab You? - Выпущен: 1966 - Лейбл: Reprise Records                                                                       | 41               | 17               |                             |
| 1966                                                                                            | Nancy In London - Выпущен: 1966 - Лейбл: Reprise Records                                                                               | 122              | —                |                             |
| 1967                                                                                            | Country, My Way - Выпущен: 1967 - Лейбл: Reprise Records                                                                               | 43               | —                |                             |
| 1967                                                                                            | Sugar - Выпущен: 1967 - Лейбл: Reprise Records                                                                                         | 18               | —                |                             |
| 1969                                                                                            | Nancy - Выпущен: 1969 - Лейбл: Reprise Records                                                                                         | 91               | —                |                             |
| 1973                                                                                            | Woman - Выпущен: 1972 - Лейбл: RCA Victor                                                                                              | —                | —                |                             |
| 1995                                                                                            | One More Time - Выпущен: 11 апреля, 1995 - Лейбл: Boots Enterprises, Inc. / Cougar Records                                             | —                | —                |                             |
| 1998                                                                                            | Sheet Music - Выпущен: 9 июня, 1998 - Лейбл: Boots Enterprises, Inc. / DCC Compact Discs                                               | —                | —                |                             |
| 1998                                                                                            | For My Dad - Выпущен: 14 июля, 1998 - Лейбл: Boots Enterprises, Inc. / DCC Compact Discs - 3-трековое расширенное воспроизведение (EP) | —                | —                |                             |
| 1999                                                                                            | How Does It Feel - Выпущен: 16 марта, 1999 - Лейбл: Boots Enterprises, Inc. / DCC Compact Discs                                        | —                | —                |                             |
| 2002                                                                                            | California Girl - Выпущен: 30 апреля, 2002 - Лейбл: Buena Vista                                                                        | —                | —                |                             |
| 2004                                                                                            | Nancy Sinatra - Выпущен: 28 сентября, 2004 - Лейбл: Boots Enterprises / Attack Records / Sanctuary Records Group                       | —                | —                |                             |
| 2013                                                                                            | Shifting Gears - Выпущен: 3 декабря, 2013 - Лейбл: Boots Enterprises                                                                   | —                | —                |                             |
| '—' Данный символ обозначает, что диск не попал в чарты или не был выпущен в какой-либо стране. | |                  |                  |                             |

### Саундтрек
| Год  | Название альбома                                           | Позиция в чартах |
| Год  | Название альбома                                           | США              |
| ---- | ---------------------------------------------------------- | ---------------- |
| 1968 | Movin' with Nancy - Выпущен: 1968 - Лейбл: Reprise Records | 37               |

### Совместные альбомы
| Год                                                                                             | Название | Позиция в чартах | Позиция в чартах | Сертификации (пороги продаж) |
| Год                                                                                             | Название | США              | US Country       | Сертификации (пороги продаж) |
| ----------------------------------------------------------------------------------------------- | --- | ---------------- | ---------------- | ---------------------------- |
| 1968                                                                                            | Nancy & Lee (совместно с Ли Хезлвудом) - Выпущен: 1968 - Лейбл: Reprise Records | 13               | —                | - США: Золото                |
| 1968                                                                                            | The Sinatra Family Wish You a Merry Christmas (совместно с Фрэнком Синатрой, Фрэнком Синатрой младшим, и Тиной Синатрой) - Выпущен: 1968 - Лейбл: Reprise Records                                        | —                | —                |                              |
| 1972                                                                                            | Nancy & Lee Again (совместно с Ли Хезлвудом) - Выпущен: 1972 - Лейбл: RCA Records, Boots Enterprises, Inc. (Digital)                                                                                     | —                | —                |                              |
| 1981                                                                                            | Mel and Nancy (совместно с Мэлом Тиллисом) - Выпущен: 1981 - Лейбл: Elektra Records | —                | 56               |                              |
| 2004                                                                                            | Nancy & Lee 3 (совместно с Ли Хезлвудом) - Выпущен: 2004 - Компакт-диск был выпущен только в Австралии. - Лейбл: Boots Enterprises, Inc. (Digital) / Boots Enterprises, Inc./Warner Music Australia (CD) | —                | —                |                              |
| «—» Данный символ обозначает, что диск не попал в чарты или не был выпущен в какой-либо стране. | |                  |                  |                              |

### Сборники
| Год                                                                                             | Название альбома | Позиции в чартах |
| Год                                                                                             | Название альбома | США              |
| ----------------------------------------------------------------------------------------------- | --- | ---------------- |
| 1970                                                                                            | Nancy’s Greatest Hits - Выпущен: 1970 - лейбл: Reprise Records | 99               |
| 1973                                                                                            | This Is Nancy Sinatra - Выпущен: 1973 - Лейбл: RCA Victor | —                |
| 1986                                                                                            | The Hit Years - Выпущен: 1986 - Лейбл: Rhino Records | —                |
| 1989                                                                                            | Fairy Tales and Fantasies: The Best of Nancy and Lee (дуэт с Ли Хезлвудом) - Выпущен: 1989 - Лейбл: Rhino Records                                                                 | —                |
| 1994                                                                                            | Lightning’s Girl: 24 Tracks - Выпущен: 4 сентября, 1994 - Label: Raven Records - Австраллийский релиз                                                                             | —                |
| 1999                                                                                            | Walking - Выпущен: 1999 - лейбл: Bell Records (Германия) | —                |
| 1999                                                                                            | You Go-Go Girl - Выпущен: 16 ноября, 1999 - Лейбл: Varèse Sarabande Records - Содержит ранее неизданный материал                                                                  | —                |
| 2001                                                                                            | The Very Best Of Nancy Sinatra: 24 Great Songs - Выпущен: 2001 - лейбл: Amigo | —                |
| 2001                                                                                            | Something Stupid: Worldwide Hits - Выпущен: 2001 - Лейбл: BMG Германия | —                |
| 2002                                                                                            | The Greatest Hits of Nancy Sinatra - Выпущен: 2002 - Лейбл: Traditional Line (Европа)                                                                                             | —                |
| 2002                                                                                            | Lightning’s Girl: Greatest Hits 1965—1971 - Выпущен: 13 августа, 2002 - Label: Raven Records Австралия - Австраллийский релиз                                                     | —                |
| 2004                                                                                            | Nancy Sinatra & Friends - Выпущен: 2004 - Лейбл: Falcon (Германия) | —                |
| 2005                                                                                            | The Very Best of Nancy Sinatra - Выпущен: 12 сентября, 2005 - Лейбл: Boots Enterprises, Inc. / Warner Music Australia - Австраллийский релиз - Содержит ранее неизданный материал | —                |
| 2005                                                                                            | Bubblegum Girl Vol. 1 - Выпущен: 14 сентября, 2005 - Label: Boots Enterprises, Inc. - Только в цифровом формате - Содержит ранее неизданный материал                              | —                |
| 2005                                                                                            | Bubblegum Girl Vol. 2 - Выпущен:19 декабря, 2005 - Лейбл: Boots Enterprises, Inc. - Только в цифровом формате - Содержит ранее неизданный материал                                | —                |
| 2006                                                                                            | The Essential Nancy Sinatra - Выпущен: 20 марта, 2006 - Лейбл: Boots Enterprises, Inc. / EMI Records - Европейский релиз - Содержит ранее неизданный материал                     | —                |
| 2006                                                                                            | Ladybird - Выпущен: 2006 - Лейбл: Drive (Италия) | —                |
| 2008                                                                                            | Kid Stuff - Выпущен:17 марта, 2008 - Лейбл: Boots Enterprises, Inc. - Только в цифровом формате - Содержит ранее неизданный материал                                              | —                |
| 2009                                                                                            | Cherry Smiles: The Rare Singles - Выпущен: 22 сентября, 2009 - Лейбл: Boots Enterprises, Inc. - Только в цифровом формате - Содержит ранее неизданный материал                    | —                |
| «—» Данный символ обозначает, что диск не попал в чарты или не был выпущен в какой-либо стране. | |                  |

## Прочие релизы
| Год  | Песня                                                                                            | Альбом                                  |
| ---- | ------------------------------------------------------------------------------------------------ | --------------------------------------- |
| 1967 | «You Only Live Twice»                                                                            | саундтрек к фильму Живёшь только дважды |
| 1968 | «Your Groovy Self»                                                                               | саундтрек к фильму Спидвей              |
| 1968 | «There Ain’t Nothing Like a Song» (в дуэте с Элвисом Пресли)                                     | саундтрек к фильму Спидвей              |
| 1968 | «Somethin’ Stupid» (в дуэте с Фрэнком Синатрой)                                                  | Frank Sinatra's Greatest Hits           |
| 1981 | «Rudolph The Red Nosed Reindeer» (в дуэте с Мелом Тиллисом)                                      | Christmas Country                       |
| 1991 | «God Rest Ye Merry Gentlemen»                                                                    | A Christmas Miracle… A Gift of Hope     |
| 1996 | " Summer Wine — Sie Sah Mich An « (в дуэте с Ролландом Кайзером)                                 | Grenzenlos                              |
| 1999 | „Kicks“ (совместно с The Ventures)                                                               | Walk Don’t Run 2000                     |
| 2000 | The Love Song For 'The Independent'                                                              | The Independent DVD                     |
| 2002 | „Side by Side“ (в дуэте с Фрэнком Синатрой и Tri-Tones)                                          | Classic Duets                           |
| 2002 | „You Make Me Feel So Young (Old)“ (в дуэте с Фрэнком Синатрой)                                   | Classic Duets                           |
| 2003 | „Bang Bang (My Baby Shot Me Down)“                                                               | саундтрек к фильму Kill Bill Vol. 1»    |
| 2005 | «These Boots Are Made For Walkin'» (совместно с Paul Revere & the Raiders)                       | Ride to the Wall Vol. 1                 |
| 2005 | «Shot You Down» (совместно с Audio Bullys)                                                       | Generation                              |
| 2006 | «Another Gay Sunshine Day»                                                                       | саундтрек к фильму Another Gay Movie    |
| 2006 | «Another Ray of Sunshine»                                                                        | саундтрек к фильму Another Gay Movie    |
| 2008 | «Somethin' Stupid» (концертная запись, сделанная в марте 1982) (в дуэте с Фрэнком Синатрой)      | Sinatra: Vegas                          |
| 2011 | «To Ardent» (совместно с Black Devil Disco Club)                                                 | Circus                                  |
| 2011 | «To Ardent (Extended Version)» (совместно с Black Devil Disco Club) - Deluxe iTunes Edition Only | Circus                                  |
| 2011 | «End of the World»                                                                               | Download For Good                       |

## Синглы
| Год                                                                                             | Сингл                                                    | Позиции в чартах | Позиции в чартах | Позиции в чартах | Позиции в чартах | Позиции в чартах | Позиции в чартах | Позиции в чартах | Позиции в чартах | Альбом                                                                                                |
| Год                                                                                             | Сингл                                                    | US               | US AC            | US Country       | CAN              | UK               | NOR              | AUS              | ITA              | Альбом                                                                                                |
| ----------------------------------------------------------------------------------------------- | -------------------------------------------------------- | ---------------- | ---------------- | ---------------- | ---------------- | ---------------- | ---------------- | ---------------- | ---------------- | --- |
| 1961                                                                                            | «Cuff Links and a Tie Clip»                              | —                | —                | —                | —                | —                | —                | —                | —                | неальбомный сингл, впоследствии включённый в сборник Bubblegum Girl Vol.1                             |
| 1962                                                                                            | «To Know Him Is to Love Him»                             | —                | —                | —                | —                | —                | —                | —                | —                | неальбомный сингл                                                                                     |
| 1962                                                                                            | «Like I Do»                                              | —                | —                | —                | —                | —                | —                | —                | 2                | Би-сайд к синглу «To Know Him Is To Love Him», впоследствии включённый в сборник Bubblegum Girl Vol.1 |
| 1962                                                                                            | «June, July, and August»                                 | —                | —                | —                | —                | —                | —                | —                | —                | неальбомный сингл, впоследствии включённый в сборники Bubblegum Girl Vol.1 и Bubblegum Girl Vol.2     |
| 1962                                                                                            | «You Can Have Any Boy»                                   | —                | —                | —                | —                | —                | —                | —                | —                | неальбомный сингл, впоследствии включённый в сборники Bubblegum Girl Vol.1 и Bubblegum Girl Vol.2     |
| 1963                                                                                            | «I See the Moon»                                         | —                | —                | —                | —                | —                | —                | —                | —                | неальбомный сингл, впоследствии включённый в сборники Bubblegum Girl Vol.1 и Bubblegum Girl Vol.2     |
| 1963                                                                                            | «The Cruel War»                                          | —                | —                | —                | —                | —                | —                | —                | —                | неальбомный сингл, впоследствии включённый в сборники Bubblegum Girl Vol.1 и Bubblegum Girl Vol.2     |
| 1963                                                                                            | «Thanks to You»                                          | —                | —                | —                | —                | —                | —                | —                | —                | неальбомный сингл, впоследствии включённый в сборники Bubblegum Girl Vol.1 и Bubblegum Girl Vol.2     |
| 1964                                                                                            | «Where Do the Lonely Go?»                                | —                | —                | —                | —                | —                | —                | —                | —                | неальбомный сингл, впоследствии включённый в сборники Bubblegum Girl Vol.1 и Bubblegum Girl Vol.2     |
| 1964                                                                                            | «This Love of Mine»                                      | —                | —                | —                | —                | —                | —                | —                |                  | неальбомный сингл, впоследствии включённый в сборники Bubblegum Girl Vol.1 и Bubblegum Girl Vol.2     |
| 1965                                                                                            | «True Love»                                              | —                | —                | —                | —                | —                | —                | —                | —                | неальбомный сингл, впоследствии включённый в Sheet Music                                              |
| 1965                                                                                            | «So Long, Babe»                                          | 86               | —                | —                | 38               | —                | —                | —                | —                | Boots                                                                                                 |
| 1965                                                                                            | «These Boots Are Made for Walkin'»                       | 1                | —                | —                | 1                | 1                | 2                | 1                | 3                | Boots                                                                                                 |
| 1966                                                                                            | «How Does That Grab You, Darlin'?»                       | 7                | —                | —                | 2                | 19               | —                | 4                | 15               | How Does That Grab You?                                                                               |
| 1966                                                                                            | «Friday’s Child»                                         | 36               | —                | —                | 37               | —                | —                | 67               | —                | альтернативная версия, включённая в альбом Nancy in London                                            |
| 1966                                                                                            | «In Our Time»                                            | 46               | —                | —                | —                | —                | —                | 67               | —                | неальбомный сингл, впоследствии включённый в переиздание альбома Boots в 1995 году                    |
| 1966                                                                                            | «Sugar Town»                                             | 5                | 1                | —                | 5                | 8                | —                | 14               | —                | Sugar                                                                                                 |
| 1966                                                                                            | «Summer Wine» (дут с Ли Хезлвудом)                       | 49               | —                | —                | —                | —                | —                | 14               | —                | Би-сайд сингла «Sugar Town», вошедший в альбом Nancy & Lee                                            |
| 1967                                                                                            | «Somethin' Stupid» (дуэт с Фрэнком Синатрой)             | 1                | 1                | —                | 1                | 1                | 1                | 1                | 20               | неальбомный сингл, включённый в CD-переиздание альбома Sugar 1995 года                                |
| 1967                                                                                            | «Love Eyes»                                              | 15               | 30               | —                | 17               | —                | —                | 84               | —                | неальбомный сингл, включённый в CD-переиздание альбома Sugar 1995 года                                |
| 1967                                                                                            | «Jackson» (дуэт с Ли Хезлвудом)                          | 14               | 39               | —                | 17               | 11               | 11               | 9                | —                | Country My Way                                                                                        |
| 1967                                                                                            | «You Only Live Twice»                                    | 44               | 3                | —                | 39               | 11               | —                | 10               | —                | А-сайд к синглу «Jackson»                                                                             |
| 1967                                                                                            | «Lightning’s Girl»                                       | 24               | —                | —                | 26               | —                | —                | 5                | —                | неальбомный сингл, позже включённый в CD-переиздание альбома How Does That Grab You? 1995 года        |
| 1967                                                                                            | «Lady Bird» (дуэт с Ли Хезлвудом)                        | 20               | —                | —                | —                | 47               | —                | —                | —                | Nancy & Lee                                                                                           |
| 1967                                                                                            | «Sand» (дуэт с Ли Хезлвудом)                             | 107              | —                | —                | —                | —                | —                | 15               | —                | Би-сайд сингла Sand, вошедший в альбом Nancy & Lee                                                    |
| 1967                                                                                            | «Tony Rome»                                              | 83               | —                | —                | —                | —                | —                | —                | —                | неальбомный сингл, включённый в CD-переиздание альбома Nancy in London 1995 года                      |
| 1967                                                                                            | «Some Velvet Morning» (дуэт с Ли Хезлвудом)              | 26               | —                | —                | 36               | —                | —                | 44               | —                | Movin' with Nancy                                                                                     |
| 1967                                                                                            | «Oh, Lonesome Me» (дуэт с Ли Хезлвудом)                  | —                | —                | —                | —                | —                | —                | 10               | —                | Би-сайд сингла Some Velvet Morning, позже вошедший в альбом Nancy & Lee                               |
| 1968                                                                                            | «Things» (дуэт с Мартином Дином)                         | —                | —                | —                | —                | —                | 1                | 61               | —                | Movin' with Nancy                                                                                     |
| 1968                                                                                            | «100 Years»                                              | 69               | 29               | —                | —                | —                | —                | 91               | —                | неальбомный сингл, включённый в CD-переиздание альбома Nancy in London 1995 года                      |
| 1968                                                                                            | «Happy»                                                  | 74               | 18               | —                | —                | —                | —                | 43               | —                | неальбомный сингл, включённый в CD-переиздание альбома Nancy 1996 года                                |
| 1968                                                                                            | «Good Time Girl»                                         | 65               | —                | —                | —                | —                | —                | 73               | —                | неальбомный сингл, включённый в CD-переиздание альбома Movin' with Nancy 1996 года                    |
| 1969                                                                                            | «God Knows I Love You»                                   | 97               | 40               | —                | —                | —                | —                | 59               | —                | Nancy                                                                                                 |
| 1969                                                                                            | «Here We Go Again»                                       | 98               | 19               | —                | —                | —                | —                | —                | —                | Nancy                                                                                                 |
| 1969                                                                                            | «Drummer Man»                                            | 98               | —                | —                | —                | —                | —                | —                | —                | неальбомный сингл, включённый в CD-переиздание альбома Movin' with Nancy 1996 года                    |
| 1969                                                                                            | «It’s Such a Lonely Time of Year»                        | —                | —                | —                | —                | —                | —                | —                | —                | The Sinatra Family Wish You A Merry Christmas                                                         |
| 1970                                                                                            | «I Love Them All (The Boys in the Band)»                 | —                | —                | —                | —                | —                | —                | —                | —                | неальбомный сингл, включённый в CD-переиздание альбома Movin' with Nancy 1996 года                    |
| 1970                                                                                            | «Hello L.A., Bye-Bye Birmingham»                         | —                | —                | —                | —                | —                | —                | —                | —                | неальбомный сингл, позже включённый в альбом California Girl                                          |
| 1970                                                                                            | «The Highway Song»                                       | —                | —                | —                | —                | 21               | —                | —                | —                | неальбомный сингл, позже вошедший в CD-переиздание альбома Country My Way 1995 года                   |
| 1970                                                                                            | «How Are Things in California»                           | —                | 17               | —                | —                | —                | —                | —                | —                | неальбомный сингл, позже вошедший в альбом California Girl                                            |
| 1970                                                                                            | «Feelin' Kinda Sunday» (в дуэте с Фрэнком Синатрой)      | —                | 30               | —                | —                | —                | —                | —                | —                | неальбомный сингл, позже вошедший в CD-переиздание альбома How Does That Grab You? 1995 года          |
| 1971                                                                                            | «Hook and Ladder»                                        | —                | —                | —                | —                | —                | —                | —                | —                | неальбомный сингл, позже вошедший в Kid Stuff                                                         |
| 1971                                                                                            | «Life’s a Trippy Thing» (with Frank Sinatra)             | —                | —                | —                | —                | —                | —                | —                | —                | неальбомный сингл, позже включенный в CD-переиздание альбома Nancy In London 1995 года                |
| 1971                                                                                            | «Glory Road»                                             | —                | —                | —                | —                | —                | —                | —                | —                | неальбомный сингл, позже включенный в Cherry Smiles: The Rare Singles                                 |
| 1971                                                                                            | «Did You Ever» (with Lee Hazlewood)                      | —                | —                | —                | —                | 2                | —                | 20               | —                | Nancy & Lee Again                                                                                     |
| 1972                                                                                            | «Down from Dover» (дуэт Ли Хезлвудом)                    | 120              | —                | —                | —                | —                | —                | —                | —                | Nancy & Lee Again                                                                                     |
| 1973                                                                                            | «Kind of a Woman»                                        | —                | —                | —                | —                | —                | —                | —                | —                | Woman                                                                                                 |
| 1973                                                                                            | «Sugar Me»                                               | —                | —                | —                | —                | —                | —                | —                | —                | неальбомный сингл, позже вошедший в альбом How Does It Feel?                                          |
| 1975                                                                                            | «Annabell of Mobile»                                     | —                | —                | —                | —                | —                | —                | —                | —                | неальбомный сингл, позже вошедший в Cherry Smiles: The Rare Singles                                   |
| 1976                                                                                            | «Kinky Love»                                             | —                | —                | —                | —                | —                | —                | —                | —                | неальбомный сингл, позже включённый Sheet Music                                                       |
| 1976                                                                                            | «Indian Summer» (дуэт Ли Хезлвудом)                      | —                | —                | —                | —                | —                | —                | —                | —                | неальбомный сингл, позже вошедший в Cherry Smiles: The Rare Singles                                   |
| 1977                                                                                            | «A Gentle Man Like You»                                  | —                | —                | —                | —                | —                | —                | —                | —                | неальбомный сингл, позже вошедший в Cherry Smiles: The Rare Singles                                   |
| 1980                                                                                            | «Let’s Keep It That Way»                                 | —                | —                | —                | —                | —                | —                | —                | —                | неальбомный сингл, позже вошедший в Cherry Smiles: The Rare Singles                                   |
| 1981                                                                                            | «Texas Cowboy Night» (дуэт с Мэлом Тиллисом)             | —                | —                | 23               | —                | —                | —                | —                | —                | Mel and Nancy                                                                                         |
| 1981                                                                                            | «Play Me or Trade Me» (дуэт с Мэлом Тиллисом)            | —                | —                | 43               | —                | —                | —                | —                | —                | Mel and Nancy                                                                                         |
| 1981                                                                                            | «Where Would I Be» (дуэт с Мэлом Тиллисом)               | —                | —                | —                | —                | —                | —                | —                | —                | А-сайд сингла «Play Me or Trade Me», позже вошедший в альбом Mel and Nancy                            |
| 1981                                                                                            | «Rudolph The Red Nosed Reindeer» (дуэт с Мэлом Тиллисом) | —                | —                | —                | —                | —                | —                | —                | —                | Рождественский сингл                                                                                  |
| 1995                                                                                            | «Bone Dry»                                               | —                | —                | —                | —                | —                | —                | —                | —                | One More Time                                                                                         |
| 1995                                                                                            | «Now I Have Everything»                                  | —                | —                | —                | —                | —                | —                | —                | —                | One More Time                                                                                         |
| 2004                                                                                            | «Barricades & Brickwalls» (дуэт с Ли Хезлвудом)          | —                | —                | —                | —                | —                | —                | —                | —                | Nancy & Lee 3                                                                                         |
| 2004                                                                                            | «Let Me Kiss You»                                        | —                | —                | —                | —                | 46               | —                | —                | —                | Nancy Sinatra                                                                                         |
| 2004                                                                                            | «Burnin' Down the Spark»                                 | —                | —                | —                | —                | —                | —                | —                | —                | Nancy Sinatra                                                                                         |
| 2005                                                                                            | «Shot You Down» (совместно Audio Bullys)                 | —                | —                | —                | —                | 3                | —                | 17               | —                | Generation                                                                                            |
| 2009                                                                                            | «Glory Road»                                             | —                | —                | —                | —                | —                | —                | —                | —                | Cherry Smiles: The Rare Singles                                                                       |
| 2011                                                                                            | «To Ardent» (совместно с Black Devil Disco Club)         | —                | —                | —                | —                | —                | —                | —                | —                | Circus                                                                                                |
| '—' Данный символ обозначает, что диск не попал в чарты или не был выпущен в какой-либо стране. |                                                          |                  |                  |                  |                  |                  |                  |                  |                  | |